# Inmigración china en Venezuela
La comunidad china en Venezuela ha ido en creciente aumento en la última década, con ciudadanos de dicha nacionalidad procedentes de las provincias de Guangdong y Hong Kong en su mayoría, específicamente de la ciudad de Enping. Se estima que actualmente sea una comunidad de unos 60 000 ciudadanos en el país sudamericano, a 200 000 descendientes.

## Historia
La presencia de ciudadanos chinos en el país puede separarse en tres oleadas específicas, con su comienzo aproximado en 1850, en la que llegaron habitantes de dicho país, mayoritariamente de la provincia de Cantón.
Desde entonces, la presencia de chinos en Venezuela ha ido en constante aumento, acentuándose en las décadas del boom petrolero, con la llegada de miles ciudadanos chinos hasta 1999.

## Gastronomía
Debido a su lugar de procedencia, la comida china en Venezuela es predominantemente de influencia cantonesa. Si bien en los hogares propios de la comunidad sinovenezolana se suele consumir en un estilo tradicional, los restaurantes de comida china suele ofrecer platillos adaptados al paladar venezolano. De igual manera, estos platos se han visto influenciados por el estilo de la gastronomía sinoestadounidense, particularmente la originaria de la ciudad de San Francisco.
Entre los platos más ofrecidos por los restaurantes de comida china en Venezuela se encuentran las lumpias, las costillas de cochino agridulces, el arroz frito y el chop suey. Sin embargo, es posible encontrar algunos restaurantes que ofrecen platos más variados.

## Economía
Hasta mediados del siglo XX, la comunidad china en Venezuela se dedicó principalmente al negocio de la lavandería. Uno de los pioneros de esta actividad fue José Peña, quien adoptó este nombre en Cuba y posteriormente arribó a Venezuela entre 1885 y 1886 inaugurando la primera lavandería administrada por chinos en Caracas.
Asimismo, la comunidad sinovenezolana se ha destacado por sus restaurantes. De esta manera, Joaquín Hau, quien había llegado a Venezuela hacia 1928, emprendió junto con cuatro sobrinos el primer restaurante de comida china en Caracas el cual se denominó Chop Suey.